# Bitwa pod Rawą Ruską (1939)
Bitwa pod Rawą Ruską – starcie zbrojne pomiędzy jednostkami Wojska Polskiego a siłami Wehrmachtu, do jakiego doszło w czasie kampanii wrześniowej II wojny światowej w dniach 24–25 września 1939 na północnych przedpolach Rawy Ruskiej. 
Dowodzona przez płk. Stefana Hankę-Kuleszę improwizowana Grupa „Dubno” uderzyła na broniące miasta jednostki 2 Dywizji Pancernej III Rzeszy. Wskutek błędów w dowodzeniu polskie jednostki wchodziły do walki etapami. W efekcie całodziennych walk, mimo zadania Niemcom poważnych strat, wojskom polskim nie udało się przełamać niemieckiej obrony ani na dłużej utrzymać wsi Rzyczki, o którą toczono zacięte boje. 
Po nocnej naradzie płk Hanka-Kulesza uznał, że dalsze próby przebijania się jego wojsk w kierunku granicy węgierskiej nie mają szans powodzenia i podjął decyzję o kapitulacji. Do niemieckiej niewoli dostało się ok. dwóch tysięcy polskich żołnierzy.

## Przed bitwą
21 września Grupa „Dubno” stoczyła zwycięską walkę z oddziałami 4 Dywizji Lekkiej pod Kamionką Strumiłową. W wyniku bitwy wojskom grupy udało się zdobyć przeprawy na Bugu, zniszczono 7 zmotoryzowaną kompanię pionierów i jedną baterię artylerii, wzięto także ok. 150 jeńców. Po bitwie, na skutek zmiany sytuacji na froncie, płk Hanka-Kulesza wydał rozkaz o przebijaniu się na Węgry. Następnie Grupa skierowała się ku zachodniej stronie Bugu na Bełz i Rawę Ruską. W miejscowości Mosty Wielkie wojska grupy zmusiły do odwrotu kompanię motocyklową Wehrmachtu. W nocy z 22 na 23 września dotarły do lasów w rejonie wsi Chlewczany, Sałasze i Machnówek; pozostały tam dla uporządkowania i odpoczynku przez cały następny dzień. Następnego dnia oddziały grupy wymaszerowały przez Bruckenthal i Karów na Rzyczki i Rawę Ruską, gdzie spodziewano się załogi niemieckiej. 

## Przebieg walk
Już o świcie posuwająca się na czele wojsk polskich kawaleria ppłk. Halickiego starła się z niemieckim patrolem z 2 Dywizji Pancernej i wyrzuciła go z Rzyczek. Krótko po 8:00 Polakom udało się zdobyć Rzyczki, kolarze na krótko opanowali też wzgórze 271 położone na wschód od wsi, jednak kontratak niemieckich wojsk pancernych wyrzucił ich na podstawę wyjściową wkrótce potem. Jeszcze przed południem niemiecki kontratak uderzył także na Rzyczki bronione przez II dywizjon konny mjr. Kapuścińskiego. Po ciężkiej walce, po 15:00 kawaleria wycofała się ze wsi; w ślad za nią ruszyły wojska niemieckie wsparte ogniem artylerii i czołgów. W obliczu niemieckiego natarcia broniące ściany lasu na północ od wsi oddziały Straży Granicznej załamały się, jednak kontratak spieszonych kawalerzystów rtm. Henryka Liszki ustabilizował sytuację wkrótce po 16:00.
Wskutek nadmiernego rozciągnięcia kolumny marszowej główne siły Grupy dotarły w rejon walki dopiero około godziny 17:00. Pułkownik Hanka-Kulesza rozkazał odbić Rzyczki improwizowanemu pułkowi piechoty ppłk. dypl. Kazimierza Klochowicza, który zadanie wykonał do ok. 19:00. W sumie w walce oddziały Grupy straciły kilkudziesięciu rannych i zabitych, wojska niemieckie – ponad stu rannych i zabitych, a 140 Niemców dostało się do niewoli. Po walce kawalerię przesunięto na północny skraj lasu, w rejon linii kolejowej Rawa Ruska–Uhnów. Namierzona przez niemiecką artylerię kawaleria została ostrzelana, wpadła w panikę i poszła w rozsypkę. 

## Kapitulacja
Mimo opanowania Rzyczki na nocnej odprawie dowódców płk Hanka-Kulesza uznał dalsze przebijanie się za niemożliwe i nakazał kapitulację. Jej warunki uzgodniono rankiem następnego dnia w sztabie 2 Dywizji Pancernej, a o 10:30 polscy żołnierze zaczęli składać broń. Przeszło 2000 żołnierzy i oficerów dostało się do niemieckiej niewoli.